# Greenhithe
Greenhithe és una població dins del Dartford Borough de Kent. Està situada a l'est de Dartford. Al cens de 2011 aquesta població està situada a la parròquia civil de Swanscombe and Greenhithe
En el passat, el front de Greenhithe a l'estuari del riu Tàmesi es va utilitzar per construir molls per transbordar blat de moro, fusta i altres mercaderies; les seves càrregues més grans eren de cal. Això va conduir al seu torn al desenvolupament de la indústria del ciment a Swanscombe. Greenhithe va gaudir d'un breu període de popularitat durant l'època victoriana com a estació turística, amb l'edifici del Moll Greenhithe (ara perdut) el 1842. La seva casa senyorial ha estat completament restaurada i el poble és accessible per l'Autopista M25, l'estació d'Ebbsfleet International d'alta velocitat i, particularment rellevant per a la seva economia local, el centre comercial Bluewater.

## Història
La història social de Greenhithe està lligada als ingressos de la rectoría i fins al segle XX amb la seva parròquia eclesiàstica, que és Swanscombe. El riu Tàmesi es deu molt a la seva situació i s'expandeix al proper Watling Street (London-Dover Road) i és un lloc de destinació adequat per als vaixells. En temps romans era coneguda com a "Gretenrsce" i, el 1363, "Grenehuth", apareix en una Història i enquesta topogràfica del Comtat de Kent per Edward Hasted, compilada a principis d'aquesta data, en aquest cas fins a 1778:

## Formació naval i manteniment de vaixells

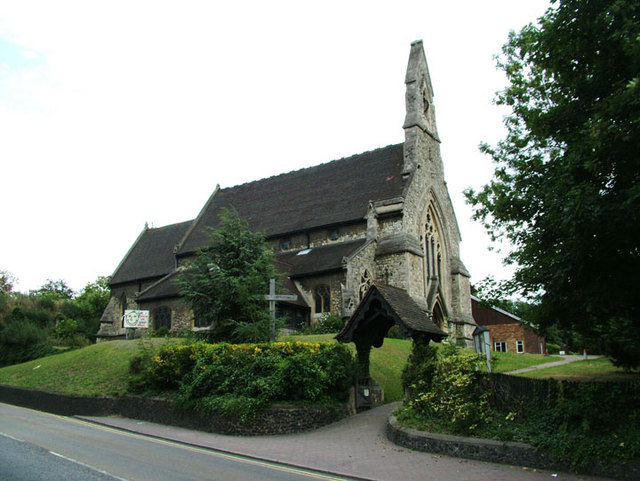
St Mary's Church

A la meitat del segle xix, es va reconèixer la necessitat de formació prèvia al mar per a possibles oficials de la Royal and Merchant Navies. Això va conduir a un grup de propietaris de vaixells de Londres a fundar el Thames Nautical Training College el 1862. En aquella època, la Royal Navy començava a substituir la seva flota de "parets de fusta" amb vaixells de ferro i hi havia un excedent d'aquests vaixells de fusta, que incloïa el "Worcester" de 1473 tones i 50 canons. Va tenir diverses lliteres abans de desplaçar finalment en 1871 a allò que es va convertir en una base sempre associada amb el Worcester, el poble de Greenhithe, on els vaixells successius van romandre fins als anys 70.
El clipper Cutty Sark va ser lliurat a la Universitat el 1938, i va ser utilitzat com una 'estació de navegació' amarrada de la finca Greenhithe. No obstant això, durant els anys de guerra, el Col·legi va ser evacuat a prop de Foots Cray Place. El Worcester va ser utilitzat com a base de formació per la Royal Navy però el 1945 el segon HMS Frederick William (1860) estava en molt mal estat, havia perdut la majoria dels seus pals i ara només es mantenia a flotació per una gran bomba de salvament. Afortunadament, després de la guerra, es va trobar un vaixell de reemplaçament en forma de "Exmouth", que es va canviar el nom i es va convertir en el tercer i últim Worcester. Va ser un vaixell inusual, ja que va ser construït el 1904 d'acer i ferro, especialment per a entrenaments nàutics i va tenir molts avantatges sobre els hulks convertits prèviament utilitzats.
Com a conseqüència de l'adquisició del nou vaixell nou, el paper de Cutty Sark va disminuir i, amb l'aprovació de la donant original, la Sra. Dowman, va ser lliurada a la nació a través del Museu Marítim Nacional. Després de la restauració, va ser traslladada a un moll sec permanent a Greenwich.
La universitat va tancar el 1968 i l'últim Worcester va ser desglossat alguns anys més tard. El poble de Greenhithe té molts records de Worcester, com el cartell al pub de les aigües, i els carrers anomenats personalitats de Worcester.